# Llista de monuments de Riudoms
Llista de monuments de Riudoms inclosos en l'Inventari del Patrimoni Arquitectònic Català per al municipi de Riudoms (Baix Camp). Inclou els inscrits en el Registre de Béns Culturals d'Interès Nacional (BCIN) amb la classificació de monuments històrics, els Béns Culturals d'Interès Local (BCIL) de caràcter immoble i la resta de béns arquitectònics integrants del patrimoni cultural català.
| Monument                                  | Protecció       | Estil/època                        | Localització                                                     | Coordenades                                          | Codi?     | Imatge |
| ----------------------------------------- | --------------- | ---------------------------------- | ---------------------------------------------------------------- | ---------------------------------------------------- | --------- | --- |
| Església de Sant Jaume                    | BCIN 4402-MH-EN | Renaixement, gòtic tardà XVI-XVII  | Riudoms Pl. de l'Església, 2                                     | 41° 08′ 21″ N, 1° 03′ 04″ E / 41.139104°N,1.051104°E | IPA-9668  | Església parroquial de Sant Jaume (Riudoms) · Vegeu més fotos d'aquest monument · Carregueu una nova foto d'aquest monument     |
| Centre històric de Riudoms                | BCIL 1993       |                                    | Riudoms                                                          | 41° 08′ 19″ N, 1° 03′ 06″ E / 41.138694°N,1.051649°E | IPA-9667  | Centre històric de Riudoms · Vegeu més fotos d'aquest monument · Carregueu una nova foto d'aquest monument                      |
| Hospital i capella de la Verge Maria      | BCIL 1993       | Obra popular XVI                   | Riudoms C. Major, 57                                             | 41° 08′ 15″ N, 1° 03′ 03″ E / 41.137612°N,1.050755°E | IPA-9669  | Hospital i capella de la Verge Maria (Riudoms) · Vegeu més fotos d'aquest monument · Carregueu una nova foto d'aquest monument  |
| Ermita de Sant Antoni de Pàdua            | BCIL 1993       | Barroc XVII-XVIII                  | Riudoms Pl. de Sant Antoni                                       | 41° 08′ 32″ N, 1° 02′ 54″ E / 41.142176°N,1.048312°E | IPA-9670  | Ermita de Sant Antoni de Pàdua (Riudoms) · Vegeu més fotos d'aquest monument · Carregueu una nova foto d'aquest monument        |
| Centre Riudomenc, el Centre               | BCIL 1993       | Obra popular XVIII, XX             | Riudoms C. de les Galanes                                        | 41° 08′ 18″ N, 1° 03′ 01″ E / 41.138238°N,1.050167°E | IPA-9671  | Centre Riudomenc (Riudoms) · Vegeu més fotos d'aquest monument · Carregueu una nova foto d'aquest monument                      |
| Plaça de l'Església i plaça Petita        | BCIL 1993       | Obra popular Medieval, XX          | Riudoms Pl. de l'Església - pl. Petita                           | 41° 08′ 19″ N, 1° 03′ 06″ E / 41.138694°N,1.051649°E | IPA-9672  | Plaça de l'Església i plaça Petita (Riudoms) · Vegeu més fotos d'aquest monument · Carregueu una nova foto d'aquest monument    |
| Cal Gallissà                              | BCIL 1993       | Historicisme, obra popular XVI, XX | Riudoms Raval de Sant Francesc, 29                               | 41° 08′ 18″ N, 1° 03′ 12″ E / 41.138431°N,1.053353°E | IPA-9673  | Casa de Gallissà (Riudoms) · Vegeu més fotos d'aquest monument · Carregueu una nova foto d'aquest monument                      |
| El Mas Blau                               |                 | Obra popular XIX                   | Riudoms Partida del Mas de Gomandí                               | 41° 10′ 05″ N, 1° 02′ 52″ E / 41.168059°N,1.047673°E | IPA-9675  | El Mas Blau (Riudoms) · Vegeu més fotos d'aquest monument · Carregueu una nova foto d'aquest monument                           |
| Torre del Mas de Don Felip                | BCIL 1993       | Obra popular XVI                   | Riudoms Camí de la Font del Ros, partida del Brugar              | 41° 06′ 01″ N, 1° 04′ 39″ E / 41.100357°N,1.077393°E | IPA-9676  | Torre del Mas de Don Felip (Riudoms) · Vegeu més fotos d'aquest monument · Carregueu una nova foto d'aquest monument            |
| Convent de Sant Joan dels Franciscans     |                 | Barroc, obra popular XVI-XVII      | Riudoms Av. de Reus, 26                                          | 41° 08′ 18″ N, 1° 03′ 29″ E / 41.138362°N,1.057976°E | IPA-9677  | Convent de Sant Joan dels Franciscans (Riudoms) · Vegeu més fotos d'aquest monument · Carregueu una nova foto d'aquest monument |
| Museu Històric Municipal o Cal Marc Massó |                 | Obra popular XVIII                 | Riudoms C. del Beat Bonaventura, 73                              | 41° 08′ 15″ N, 1° 03′ 03″ E / 41.137457°N,1.050845°E | IPA-9678  | Museu Històric Municipal (Riudoms) · Vegeu més fotos d'aquest monument · Carregueu una nova foto d'aquest monument              |
| Casa de la Vila                           | BCIL 1993       | Modernisme, obra popular XX        | Riudoms Pl. de l'Om - c. Major, 52                               | 41° 08′ 16″ N, 1° 03′ 03″ E / 41.137701°N,1.050835°E | IPA-9679  | Casa de la Vila (Riudoms) · Vegeu més fotos d'aquest monument · Carregueu una nova foto d'aquest monument                       |
| Mas del Toda                              |                 | Obra popular                       | Riudoms Partida de les Planes del Roquís                         | 41° 09′ 27″ N, 1° 03′ 12″ E / 41.157488°N,1.053453°E | IPA-9680  | Mas del Toda (Riudoms) · Vegeu més fotos d'aquest monument · Carregueu una nova foto d'aquest monument                          |
| La Soleiada                               | BCIL 1993       | Noucentisme XX Inici               | Riudoms Av. Josep M. Sentís, 22                                  | 41° 08′ 32″ N, 1° 02′ 55″ E / 41.142290°N,1.048738°E | IPA-9681  | La Soleiada (Riudoms) · Vegeu més fotos d'aquest monument · Carregueu una nova foto d'aquest monument                           |
| Molí de vent                              | BCIL 1993       | Obra popular XVII-XVIII            | Riudoms Partida del Molí de Vent                                 | 41° 09′ 30″ N, 1° 02′ 44″ E / 41.158259°N,1.045465°E | IPA-9682  | Molí de vent (Riudoms) · Vegeu més fotos d'aquest monument · Carregueu una nova foto d'aquest monument                          |
| Mas Blanc                                 | BCIL 1993       | Obra popular                       | Riudoms Carretera TV-3142, quilòmetre 2,1                        | 41° 06′ 48″ N, 1° 04′ 39″ E / 41.113247°N,1.077433°E | IPA-40706 | Mas Blanc (Riudoms) · Vegeu més fotos d'aquest monument · Carregueu una nova foto d'aquest monument                             |
| Mas de la Calderera                       | BCIL 1993       | Noucentista                        | Riudoms A l'oest de la Riera de Maspujols, a la zona de la Clota | 41° 09′ 16″ N, 1° 03′ 02″ E / 41.154381°N,1.050460°E | IPA-40707 | Mas de la Calderera (Riudoms) · Vegeu més fotos d'aquest monument · Carregueu una nova foto d'aquest monument                   |